# خیبر
خیبر (به عربی: مدینة خیبر)، شهری است در کشور عربستان سعودی واقع در شبه جزیره عربستان. خیبر همچنین نام ناحیه‌ای در نزدیکی مدینه از راه شام است و در این ناحیه در گذشته هفت قلعه و مزرعه و نخلستان وجود داشته‌است که در سال ۷ ه‍.ق در جنگ‌های محمد، پیامبر اسلام، و به دست علی فتح شدند.

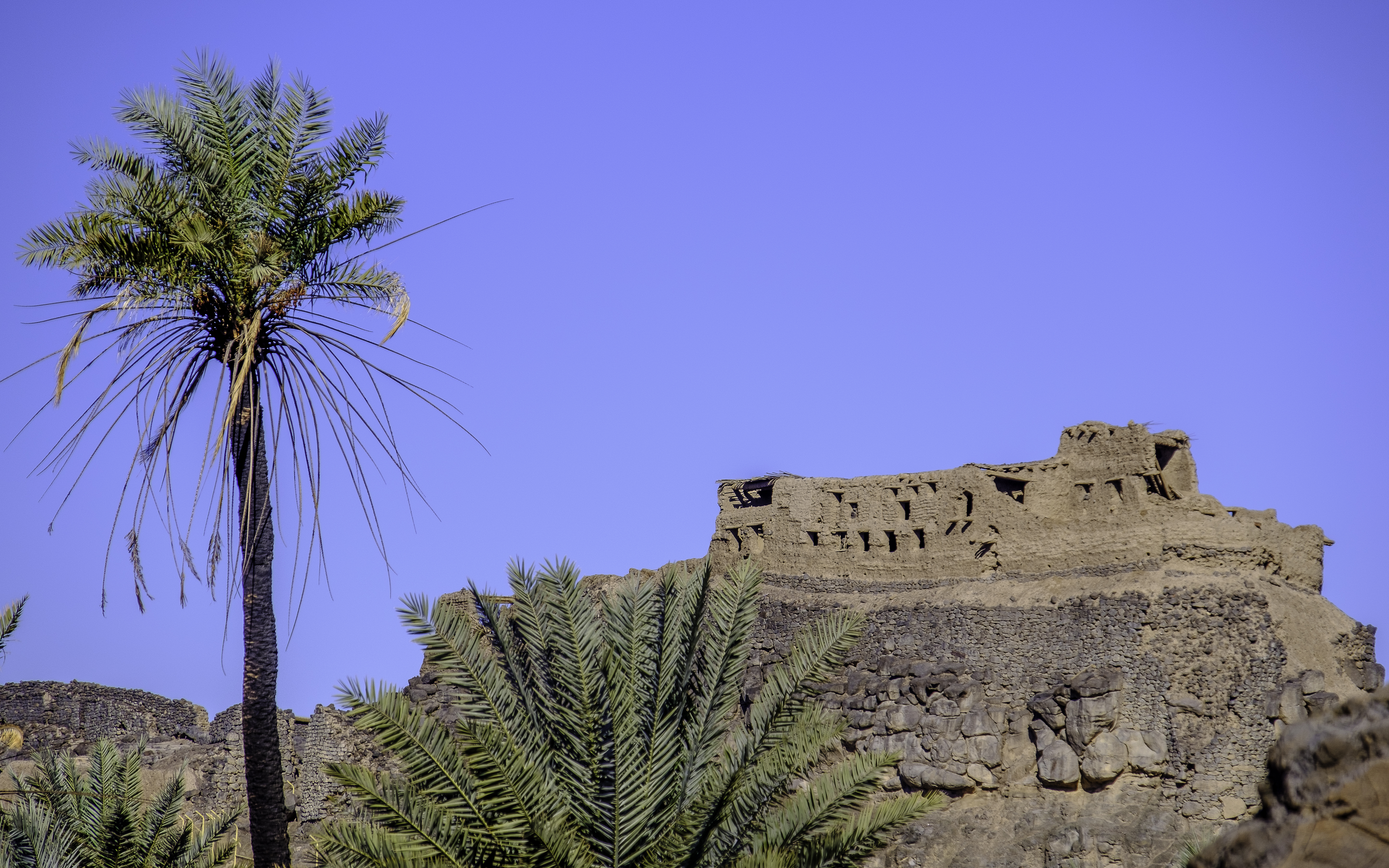
یکی از قلعه‌های خیبر

جمع آن «الخیابر» گویند.

## پیرامون واژه
«خیبر» واژه‌ای عبری به معنای «قلعه» است. با توجه به این‌که خیبر دارای ۷ قلعه بوده‌است گاهی نیز آن را «خیابر» گفته‌اند.

## قلعه‌های خیبر
این سرزمین در سال‌های آغازین هجرت، دارای هفت قلعه بدین شرح بوده‌است:
- حصن ناعم
- حصن تموص (یا حصن ابی الحقیق)
- حصن السلالم
- حصن الشق
- حصن النطاه
- حصن الوطیح
- حصن الکتیبه

در سال هفتم هجرت، این قلعه‌ها در جنگ خیبر به دست علی بن ابی‌طالب گشوده‌شدند.
به ترتیب قلعه‌های حصن ناعم، حصن قموص (بزرگ‌ترین قلعه)، حصن شق، حصن نطاه، حصن کتیبه، حصن وطیح و حصن سلالم یکی پس از دیگری فتح شدند.
پس از گشوده‌شدن این قلعه‌ها، ساکنانشان از محمد خواستند تا وظیفهٔ نگهداری از ساختمان‌ها و نخلستان‌های گرداگرد آنجا به گردن آن‌ها گماشته شود. محمد نیز بخشی از آن سرزمین را به آنان واگذار نمود و جزیه نیز می‌پرداختند. این پیمان تا زمان خلیفه عمر باقی‌ماند و در زمان عمر، خیبریان دست به فحشا زدند و به آزار مسلمانان قیام کردند. پس عمر آنان را به شام کوچانید و خیبر را میان کسانی تقسیم کرد که محمد پس از گشوده‌شدن خیبر سهمی به آنان نداده بود.